# Las Arenas, delstaten Mexiko
Las Arenas, även San Agustín, är en ort i Mexiko, tillhörande kommunen Acambay de Ruíz Castañeda i den västra delen av delstaten Mexiko, i den centrala delen av landet. Orten hade 767 invånare vid folkräkningen 2010.